# Speichersdorf
Speichersdorf község és önkormányzat Németországban, Bayreuth kerületben ( Felső-Frankföld ).

## Fekvése
Bambergtől keletre, Pegnitztől északkeletre, Erbendorftól északnyugatra fekvő település.

## Népesség
| Lakosok száma | 259  | 1427 | 4603 | 4831 | 5946 | 5874 | 5760 | 5765 | 5813 | 5907 |
|               | 1875 | 1950 | 1975 | 1987 | 2012 | 2014 | 2016 | 2017 | 2021 | 2023 |

## Története

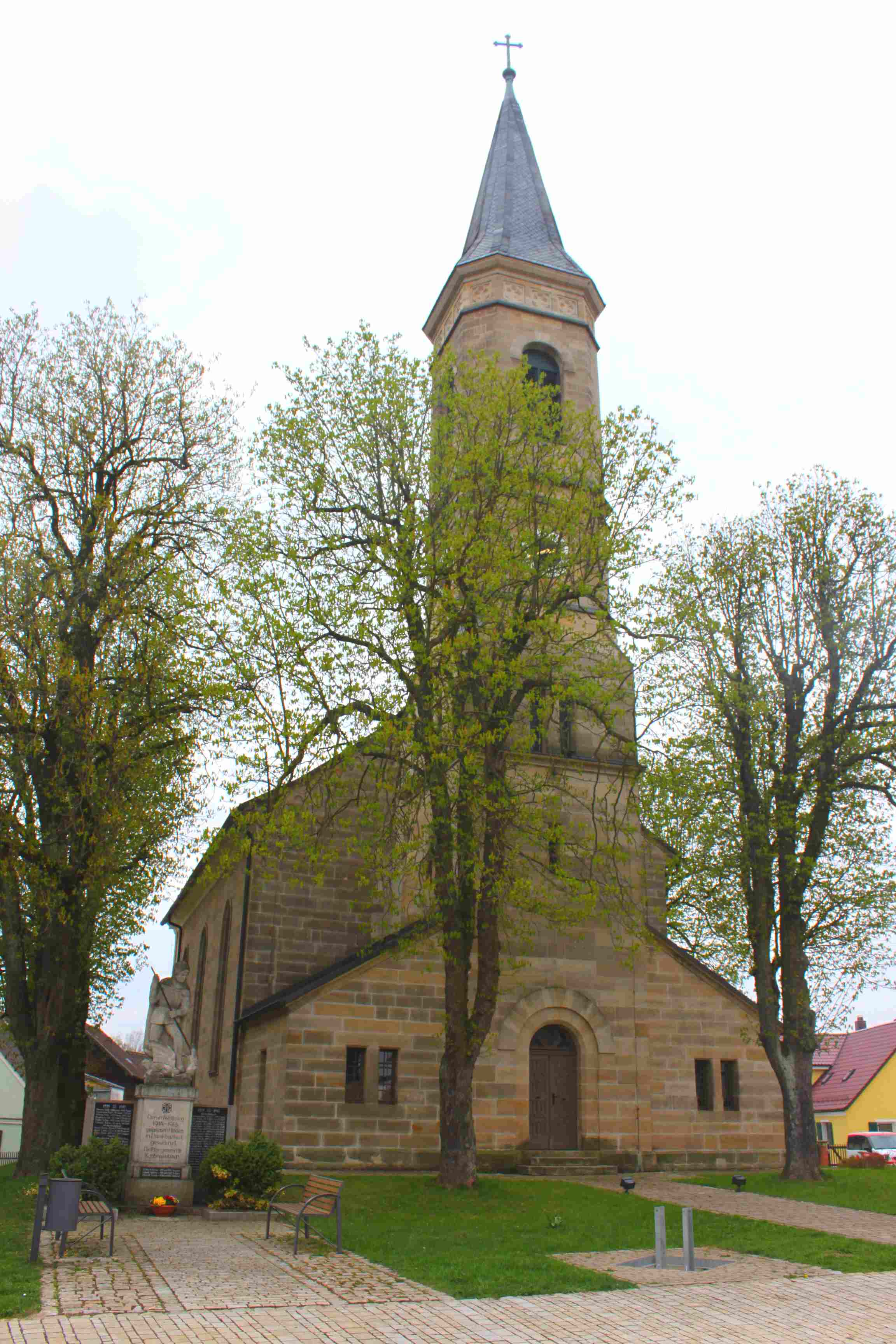

Speichersdorf nevét először III. Celestine pápa 1195 május 15-i oklevele említette. A hely először a Bamberg Püspökséghez, később Leuchtenberg grófhoz tartozott.
1281. április 10-én II. Friedrich Landgraf, majd a Kulm-i Leuchtenberg kastély, és III. Frederick Viscount birtoka volt. 1792-ben a poroszok vásárolták meg.
Az 1802-1803-as években a terület Speichersdorf része esett Bajorországba. Ma Speichersdorf keleti része, amely az akkori városok Speichersdorf, Plössen, Haidenaab, Guttenthau, Göppmansbühl, Ramlesreuth és Wirbenz, a Felső-Pfalz-hoz, míg a nyugati része, az akkori városok Kirchenlaibach, Windisch Laibach és Nairitz Felső-Frankföldhöz tartozott. Csak 1972-1978 között, az önkormányzati reform során vonták össze a korábban önálló településeket.
Az 1990-es évek óta Speichersdorf község lakossága folyamatosan nőtt, így ez lett a negyedik legnagyobb város a Bayreuth kerületben.

## Itt születtek, itt éltek
- Kaspar von Ruppert (1827-1895) - a Reichstag és állam képviselője Kirchenlaibachból származott.
- Werner Porsch (1915-2004) - FDP Bundestag (1967-1969), korábbi polgármester, 1980 óta Speichersdorf tiszteletbeli polgára .
- Christof Nickl (1886-1967) - politikus, született Roslas-ban, a német Bundestag tagja (1949-1953).
- Manfred Strößenreuther (* 1948, † 1986 egy repülőgép-szerencsétlenségben) - műrepülő bajnok.
- Adolf von Zerzog (1799-1880) - Nairitzer vár tulajdonosa és Regensburg és a frankfurti parlament képviselője.
- Adam jaskółka (* 1979) - színész, énekes és rendező, aki 1989-2002 között élt Speichersdorfban.

## Galéria

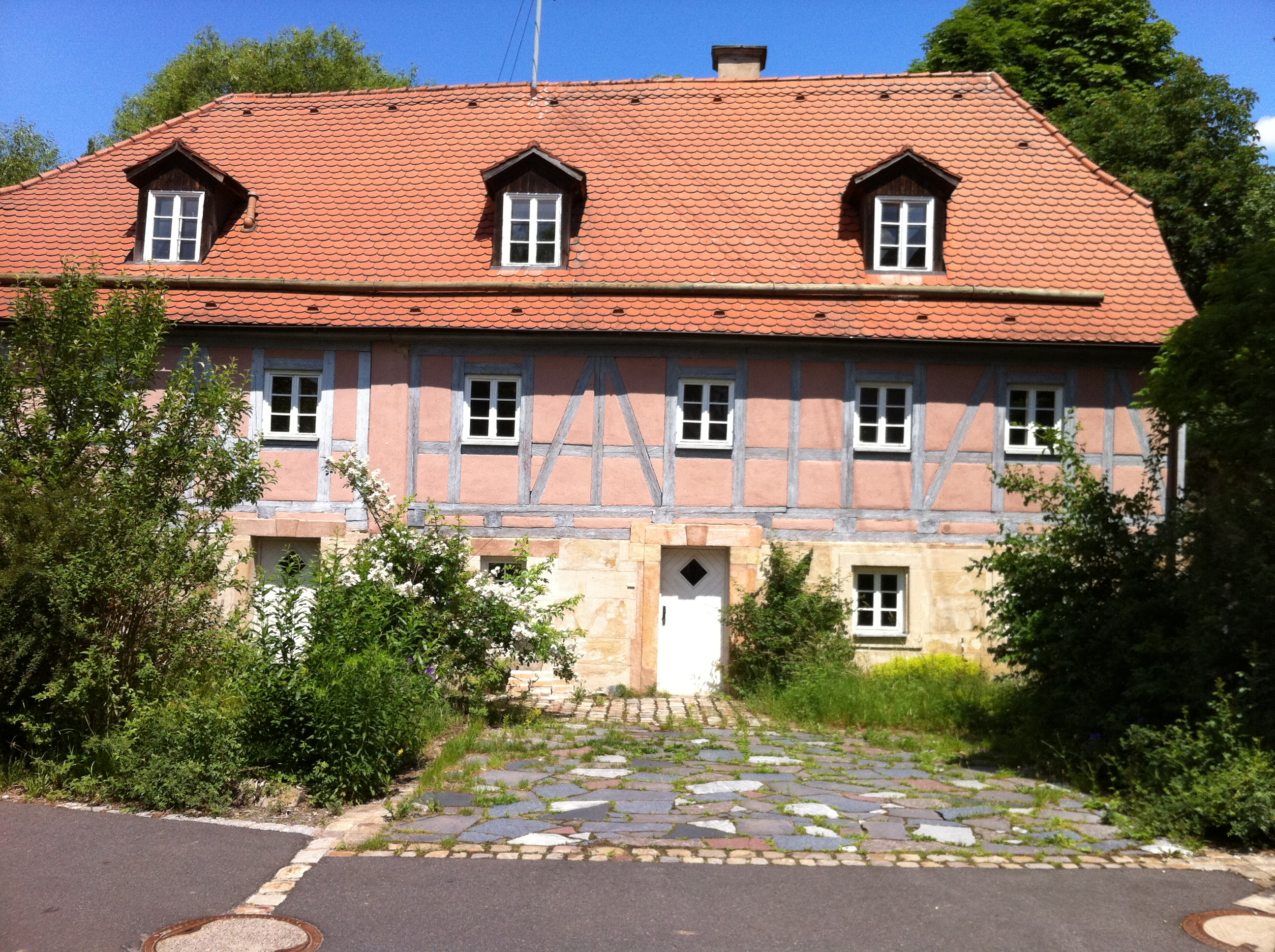
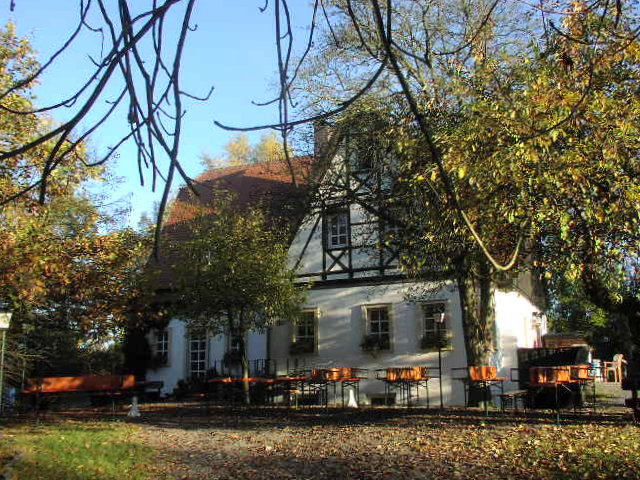
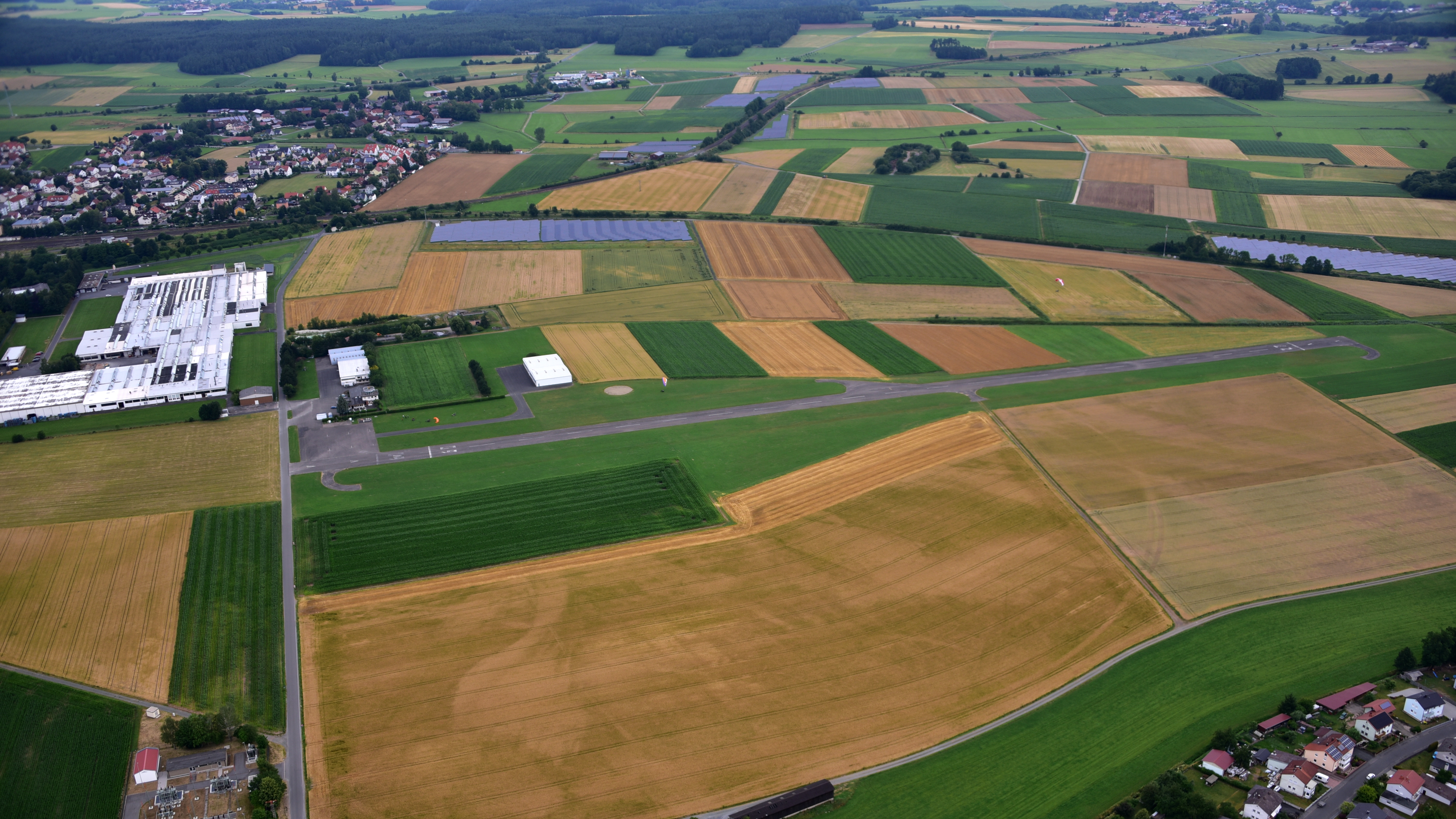
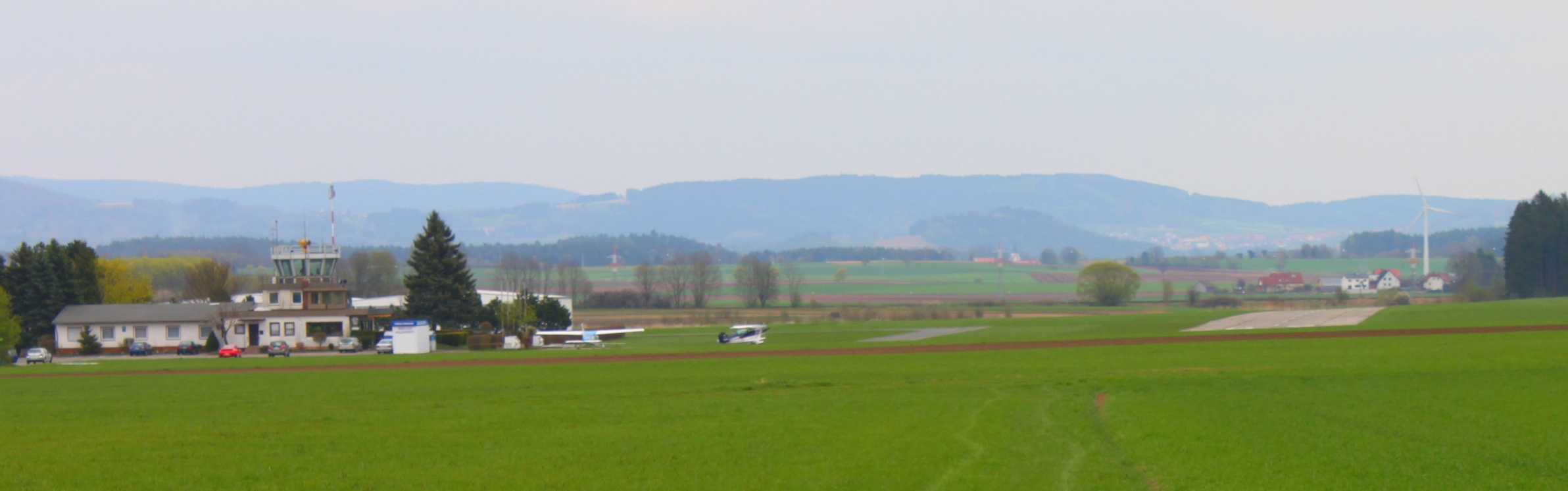
Rosenthal Speichersdorf repülőtér
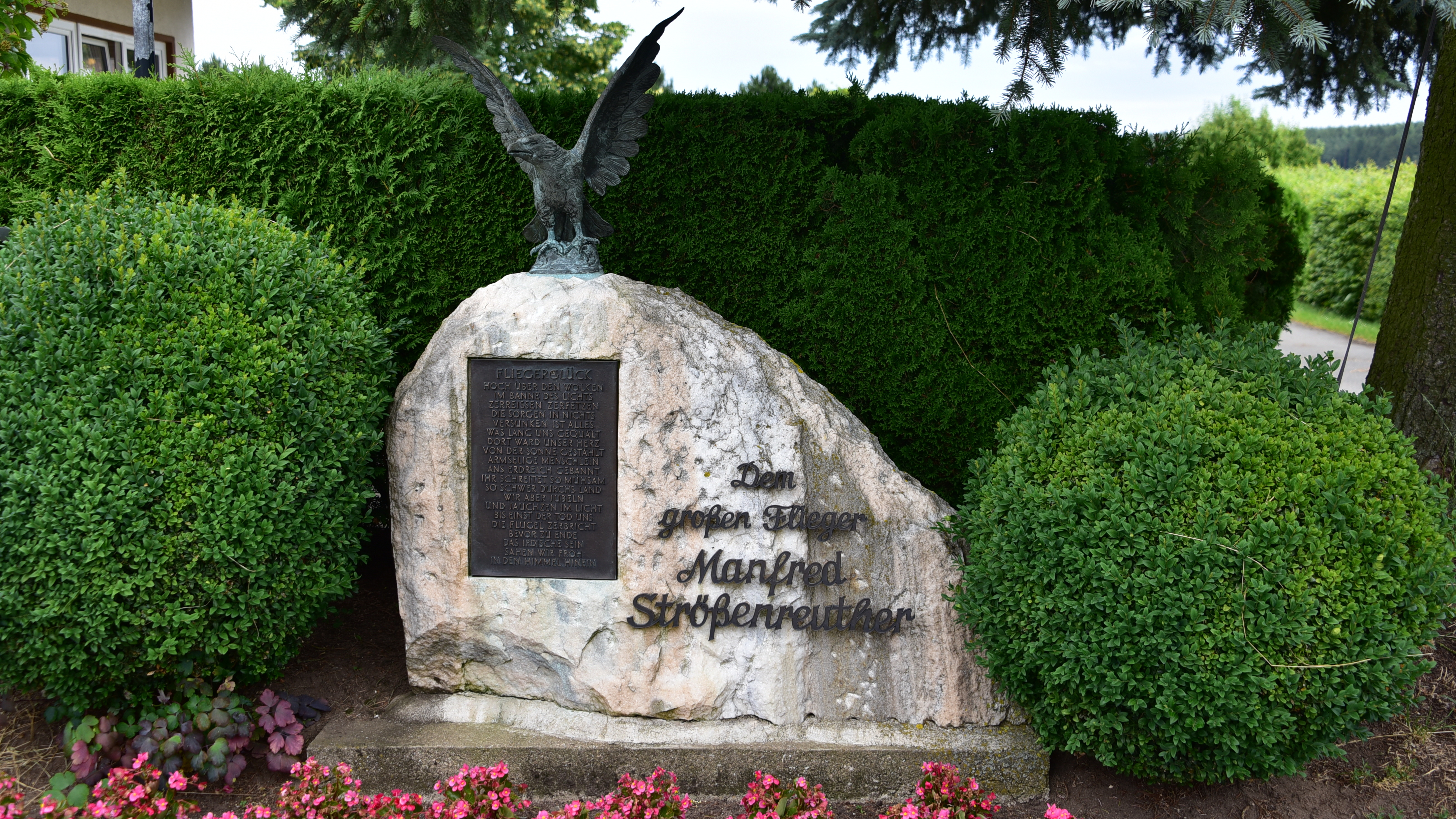
Speichersdorfi repülőtér, Manfred Strößenreuther emlékmű
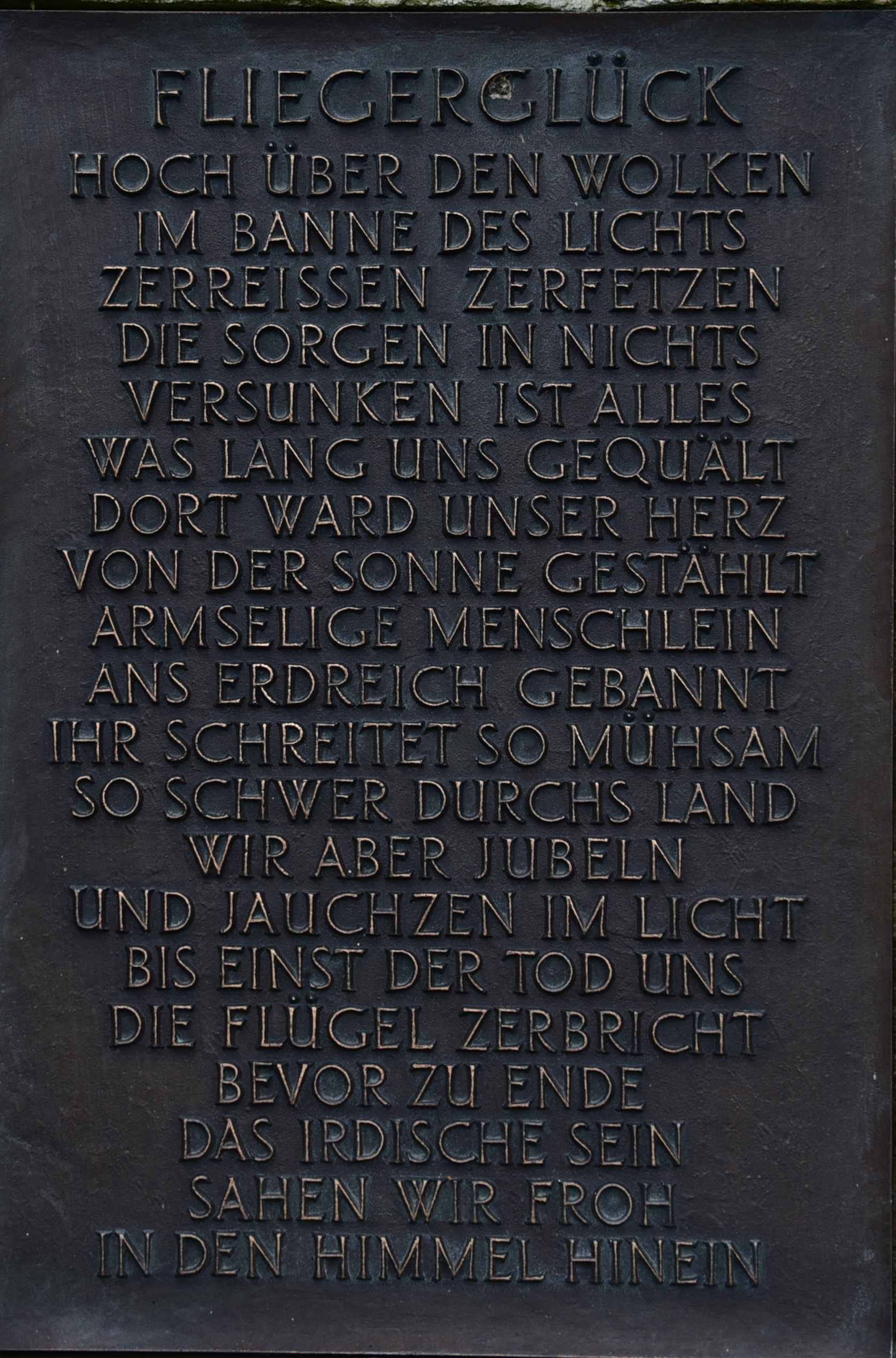
Az emlékmű felirata